# Rhizotrogus sulcifer
Rhizotrogus sulcifer är en skalbaggsart som beskrevs av Walker 1859. Rhizotrogus sulcifer ingår i släktet Rhizotrogus och familjen Melolonthidae. Inga underarter finns listade i Catalogue of Life.